# Tercera vía
En la política, la tercera vía es el nombre que se ha dado a una variedad de aproximaciones teóricas y propuestas ideológicas que, en general, sugieren un sistema económico de economía mixta, y el centrismo o reformismo como ideología. En la práctica política, estas posiciones rechazan la validez absoluta de las filosofías tanto del laissez faire como de la planificación económica socialista; promueven la profundización de la democracia, y enfatizan el desarrollo tecnológico, la educación, y los mecanismos de competencia regulada, a fin de obtener progreso, desarrollo económico, desarrollo social, y otros objetivos socio-económico-políticos igualmente importantes. Willi Noack al analizar las reformas económicas de 1948 en Alemania a las que denomina "el tercer camino" afirma que «en grandes rasgos, el concepto de la economía social (?) de mercado fue implementado en Bolivia en 1985».
Dado que el término no se define específicamente, se puede hablar de "terceras vías" en el sentido amplio o en el más estricto de la palabra. La diferencia estaría en que el sentido amplio incorporaría cualquier proposición que buscara obtener o mantener una posición equidistante tanto del comunismo como del capitalismo, a través ya sea de una economía mixta o políticas que rechacen esas percepciones extremas. Sin embargo, no todas esas alternativas pueden ser catalogadas como progresistas sino también algunas deben ser definidas como fuerte o abiertamente reaccionarias.
Consecuentemente, el análisis político moderno hace notar que la tercera vía no debe confundirse con el concepto tercera posición o tercerposicionismo opuestos tanto al liberalismo político como al conservadurismo y que no admiten su posicionamiento en el espectro político izquierda-derecha. La tercera vía se suele calificar, por el contrario, de centrista. No obstante, algunos críticos de la tercera vía han utilizado ese paralelismo de terminología.
En la práctica política, los proponentes de la tercera vía en su sentido estricto van desde muchos que apoyan la socialdemocracia a aquellos que apoyan el socioliberalismo y el ordoliberalismo; incluiría también aquellos que proponen la economía social de mercado, proyecto que busca explícitamente ser un punto medio entre el liberalismo y el socialismo.

## Orígenes y evolución del término
Los usos del concepto se encuentran en las propuestas de Karl Marx y sus seguidores, generalmente para negar que tal posibilidad exista. Para Marx, el capitalismo será destruido por las mismas fuerzas que lo crean y mantienen, siendo reemplazado por el socialismo: no hay alternativa o tercera posibilidad.
Más tarde, el uso continúa en la misma línea pero aplicado a situaciones diferentes: Para Rosa Luxemburgo la dicotomía es entre socialismo o fascismo. Para Vladimír Lenin y otros, la tercera vía es el utopismo traicionero producto de "el reformismo burgués" Sin embargo, se hace evidente que, para aquella época, algo que podría ser llamado "propuesta de la tercera vía" ya existe: así por ejemplo, en el discurso citado, Lenin agrega: "La condena de la dictadura y un sentido democrático son particularmente fuertes entre esos argumentos. La falsedad e hipocresía de este argumento, repetido mil veces en la prensa capitalista y en la Conferencia Internacional Amarilla en Berne en febrero de 1919 son obvias a todos los que se niegan a traicionar los principios fundamentales del socialismo"
En una notable coincidencia de opinión en cuanto a la inexistencia de una tercera vía con uno de los grandes teóricos del liberalismo económico, Ludwig von Mises, afirma: "Simplemente no hay otra opción que esta: ya sea se abstiene de interferir en el libre juego del mercado, o se delega el manejo completo de la producción y distribución al gobierno. Ya sea capitalismo o socialismo: no hay un camino intermedio".
De acuerdo a John Browning el término como tal se origina en una propuesta del papa Pío XII abogando por una Tercera Vía entre el socialismo y el capitalismo hacia el fin del siglo XIX.
Se hace evidente que ya en las dos o tres primeras décadas del XX, con o sin el uso específico del término, algunos pensadores o filósofos políticos -representando una variedad de posiciones- habían ya empezado a sugerir posiciones que corresponden en general a la aspiración de encontrar un camino intermedio a la ley del mercado y a la dictadura del proletariado. Consecuentemente, todas esas posiciones han sido llamadas Tercera Vía en algún momento.
Después de la Segunda Guerra Mundial, el término se empieza a hacer común. Encontramos su primer uso documentado para describir un proyecto por el creador del mismo -o sus seguidores cercanos- en Alfred Müller-Armack. Sin embargo, el uso no es exactamente el que por lo general tiene: de acuerdo a Schuller, Alfred y Hans-Gunter Krusselberg: en su obra se insiste en que el marco de la economía, que comprende lo humano, "es infinitamente más importante que el mercado mismo, de ahí la necesidad de un tercer camino entre el paleoliberalismo y el camino del neoliberalismo".
El primer uso de "Tercera Vía" en el sentido que ahora tiene se encuentra en un comentario de 1949 acerca de la Conferencia de la Habana (Cuba):  "El proyecto original de la Carta de La Habana para la creación de la OIC fue "elaborado en las reuniones preparatorias de Londres (1946) y Ginebra (1947) tomando en consideración la perspectiva del desarrollo, debido en gran medida a la mayor y más activa presencia de países del Sur. En particular, en La Habana hubo fuerte presencia de países latinoamericanos encabezados por Argentina, que bajo la presidencia de Perón, tenía una política exterior muy activa en la búsqueda de lo que entonces se denominó Tercera Vía, un tercer camino entre capitalismo y socialismo.”
El término se popularizó. En 1955, Anvil (una revista socialista popular en círculos académicos en EE. UU) publicó un ejemplar dedicado al "Debate sobre la Tercera Vía E. P. Thompson se dedica a buscar esa Tercera Vía como una solución a los problemas de la Guerra Fría y en 1963 Ramon Trias i Fargas publica su introducción a un libro de Muller Armack bajo el título: ¿Entre el Capitalismo y el Comunismo, un Tercer Camino?
Al mismo tiempo o posteriormente, una variedad de posiciones fueron llamadas "Tercera Vía". Estas van desde lo que fue llamado "humanismo marxista" al " experimento" Yugoeslavo pasando por las propuestas que dieron origen a la Primavera de Praga.
Pensadores que han propuesto programas de Tercera Vía en su sentido más amplio incluyen (desde un punto de vista socialista) Eduard Bernstein; Ferdinand Lassalle, Abba Lerner. Desde un punto de vista liberal Thomas Hill Green. Desde un punto de vista cristiano, Karl Polanyi y Alfred Müller-Armack. En algún lugar intermedio encontramos  Franz Oppenheimer, quien se definía como "socialista liberal". Un pensador contemporáneo, Anthony Giddens, podría ser clasificado como postmodernista
Entre los movimientos político-intelectuales que ya sea han contribuido o se han inspirado de estas visiones, aparte de los ya nombrados, tenemos el Distributismo; la Sociedad Fabiana y el ordoliberalismo.

## Visión y práctica política
La situación es, desde el punto de vista de la tercera vía, mucho más compleja que la simple dicotomía mercado libre versus economía centralizada o la autarquía legal opuesta a la dictadura del proletariado. No es que tal problema carezca de toda importancia, pero es que lo que importa es, por un lado, la preservación de ciertos logros básicos (tales como la democracia y los derechos humanos) y, por el otro la maximización de la producción, en una situación dada en la que los recursos, etc, no son ni infinitos ni totalmente moldeable (ver: Condición de Samuelson). Obviamente la definición de cuál es el mejor resultado en función de esos objetivos es debatible y abierta a consideraciones sociales específicas. Pero ese es precisamente el punto: la evaluación de qué es mejor y más conveniente será diferente en diferentes situaciones, dependiendo, por ejemplo, de los recursos humanos y físicos actualmente disponibles, situaciones que existan, problemas que resolver, etc. No hay ni puede haber una receta única, que diga que una solución es la única posible en todas partes y en todo momento.  "El problema es que en un mundo abierto no hay simplemente tres vías. Hay -como he indicado en otra parte- 101, que es otra forma de decir un número indefinido. A efectos de la política práctica, esto es importante. La cuestión puede ser la misma en todas partes, ya que deriva de condiciones que en gran medida son globales: ¿Cómo podemos conseguir crear riqueza y cohesión social en las sociedades libres? Las respuestas, sin embargo, son muchas. Hay muchos capitalismos, no solo el de Chicago; hay muchas democracias, no solo la de Westminster. La diversidad no es un extra opcional de la alta cultura; es algo básico en un mundo que ha abandonado la necesidad de sistemas cerrados y englobadores.".
Poniéndolo en otras palabras: en el mundo real, no hay ni puede haber respuestas simples a los problemas socioeconómicos (ver Teoría del Segundo Mejor)
Como ejemplo considérese que el caso de la búsqueda de igualdad de oportunidades para todos en la educación. Eso se puede lograr a través del estado siendo el propietario de todos los establecimientos educacionales. Pero también se puede lograr a través del estado subvencionando estudiantes en un sistema en el cual tales establecimientos sean privados. Quizás la propiedad podría ser comunitaria, a través de las municipalidades u ONG. En todo caso, hay que considerar el papel de las caridades y organismos filosófico religiosos. Puede haber una mezcla de todos esos sistemas. Pero el problema de la educación va mucho más allá que eso, por ejemplo: cómo se vincula esa educación a las metas sociales. Cosas tales como: qué tipo de educación (técnica. humanista, o quizás más realista, cual mezcla de tales aproximaciones) los criterios a utilizar para seleccionar los estudiantes, el cómo se financia el sistema: ¿se pagan sueldos y gastos de establecimiento? ¿se dan becas a estudiantes?, ¿a todos o solo a algunos? ¿quizás sería mejor tener un sistema de préstamos universal? (eso enfatizaría que aquellos que reciben una educación que está siendo pagada a través de un esfuerzo social común, también son parte de esa sociedad, que en la medida que reciben, también adquieren una obligación): cuáles programas deben ser implementados para asegurar que aquellos que no acceden a ciertos niveles (por ejemplo, educación terciaria) no carezcan de toda capacitación (es decir, cuál es el sistema de educación no académica y de capacitación, incluyendo adultos). ¿Qué papel juegan o deberían o podrían jugar en todo eso otros actores sociales? (¿se puede implementar un sistema de educación y capacitación sin participación alguna de sectores empresariales, sindicales, etc?; ¿es realista y sería "eficiente" un sistema que no provea un mecanismo para que, por ejemplo, empresarios -ya sea privados, comunitarios o estatales- den información acerca de que tipo de calificaciones son necesarias ahora y en el futuro por ellos previsible?).
En realidad, y ya que estamos considerando "el mejor resultado", el problema es aún más complejo: ¿cómo sabemos, tanto como sociedad y como individuos (estudiantes y padres):cuál es el mejor sistema?. ¿Podría ser el criterio simplemente la cantidad de individuos que logren algún título -cualquiera que ese sea- o es la comparación entre las habilidades de aquellos que se titulan lo que realmente importa? ¿se debe comparar con otros sistemas educacionales en otros países (en cuyo caso,¿cuáles: los que estén en situaciones similares o los que representen una meta deseable?) Adicionalmente, como utilizamos ese conocimiento no solo para tomar decisiones individuales (tales como cuáles colegios escoger) sino sociales: como mejorar el resultado tanto de establecimientos individuales como también el sistema mismo. Después de todo, la sociedad, la economía y la situación están cambiando constantemente, la educación no puede estar ajena, intocada e inafectada por esos cambios.

## Representantes más conocidos
Entre los economistas y políticos partidarios de la "Tercera vía" más conocidos -aparte de los mencionados- se encuentran: John Maynard Keynes, Śrī Pandit Jawāharlāl Nehru, Amartya Sen, John Kenneth Galbraith, Joseph E. Stiglitz, Conrad P. Waligorski, Tony Blair, Juan Domingo Perón, Ricardo Lagos, Óscar Arias, Bill Clinton y Juan Manuel Santos.

## En la actualidad
Actualmente se afirma que las posiciones "terceristas" en Europa están más influidas por visiones liberales, a lo más, con un ligero toque de socialismo o interés reformador produciéndose así un movimiento hacia políticas de desregulación, descentralización y reducción de impuestos, buscando disminuir lo que se veía como sobredependencia del estado y al mismo tiempo aumentar el sentido de responsabilidad personal. Sin embargo, otros, incluyendo Giddens, lo niegan En todo caso hay que considerar que tal movimiento sería hacia percepciones del liberalismo social sobre el telón de fondo del estado de bienestar el que llegó a ser visto como demasiado poderoso, bordeando en lo avasallador. Al mismo tiempo, se argumenta que el Estado debería traspasar poderes a la comunidad y a los individuos. Esa posición está bien representada por algunos gobernantes como el que fuera primer ministro británico Tony Blair (quien se refirió a su proyecto como "The Third Way"), el antiguo canciller alemán Gerhard Schröder, el ex primer ministro neerlandés Wim Kok, etc.
En el contexto de América Latina, los proponentes de la tercera vía enfrentan una problemática diferente: "En nuestra región, por ende, el acento debe estar en incluir a los excluidos mejorando la vida de estos sin que ello ocurra a expensas del resto. La idea es que nadie pierda en el proceso de inclusión social, para lo cual se requiere, simultáneamente, progreso material y progreso social, tal cual lo postulan nuestros amigos europeos." (Ricardo Lagos en "Hacia una 'tercera vía ' latinoamericana"). Visiones similares han sido expresadas por el que fuera presidente brasileño Fernando Henrique Cardoso y otros, tales como la sucesora de Lagos, Michelle Bachelet mientras lideraba la alianza de centro-izquierda denominada Nueva Mayoría aunque a 2024, se le asocia más hacia la izquierda socialista.

### Un modelo reformista
Los partidarios de este modelo se inspiran en las teorías de Anthony Giddens y consideran que este modelo es una reforma que necesita la socialdemocracia para poder seguir defendiendo los elementos básicos del estado del bienestar en la era de la globalización, que ha adoptado un modelo económico de corte socioliberal.
El auge de la Tercera Vía se debe principalmente al empuje de la derecha populista desde la década de los 80 iniciada en el mundo anglosajón y al agotamiento de las políticas socialistas tradicionales, sobre todo en la Unión Europea. El objetivo de la Tercera Vía es compatibilizar los valores tradicionales de centro-izquierda, como la solidaridad social, la justicia social, la responsabilidad y las oportunidades, con los postulados económicos del libre mercado, como la reducción del intervencionismo y de los impuestos.

### Política económica y fiscal
La función que la Tercera Vía asigna al Estado es favorecer la estabilidad macroeconómica y desarrollar políticas de bienestar, pero sin intervenir directamente ni imponer políticas paternalistas. Otro punto clave es la creación de empleo, mediante la mejora de la educación y de los beneficios fiscales para las empresas que asuman sus responsabilidades.

### Política internacional
En la política internacional, la Tercera Vía intenta adaptarse a la globalización y a los nuevos retos políticos que surgieron tras el final de la guerra fría, desechando las viejas ideas y amenazas del orden bipolar, y se preocupa por los nuevos problemas, como la delincuencia organizada, el terrorismo, el tráfico de drogas y el medio ambiente.
La cooperación internacional y el reforzamiento de las organizaciones supranacionales, como la UE, son otros puntos clave de la Tercera Vía, pero sin renunciar a la soberanía nacional. La seguridad es también vital, pero utilizando la fuerza solo cuando sea imprescindible.
Esta Tercera Vía, que comenzó su marco teórico en Gran Bretaña, tiende a unir la teoría Neoclasicista con la teoría Neokeynesiana.

## En diversos países

### Alemania
En Alemania, las políticas de Tercera Vía fueron denominadas Neue Mitte bajo el gobierno socialista del canciller alemán Gerhard Schröder, quien expresó su cercanía a las tesis del Third Way del primer ministro británico Tony Blair.

### Argentina
En Argentina, las políticas del Justicialismo fueron denominadas como una tercera vía (o tercerposicionismo). El Teniente General Juan Domingo Perón en calidad de Presidente de la Nación Argentina a partir de 1946 dio impulsos a la industria nacional, nacionalización de los servicios públicos, vías de transporte etc. En la política exterior se posicionó tanto alejado del capitalismo liberal de los Estados Unidos como del comunismo marxista de la Unión Soviética. Propuso una Economía Social de Mercado en un principio, aunque con el paso del tiempo y de los gobiernos, se fue optando por economías más cerradas,[cita requerida] excepto en el gobierno de Carlos Saúl Menem en los años 90.
Sin embargo, la idea central de la tercera vía del peronismo se fue diluyendo a lo largo de la historia, teniendo el mismo peronismo a movimientos marxistas de izquierda (como los Montoneros) o de derecha (Ver Alianza Anticomunista Argentina),o incluso socialdemócratas (con el Kirchnerismo). Diferentes gobiernos autodefinidos peronistas, han tenido su propia ideología pasando de liberales económicos a keynesianos, por lo que después de los gobiernos del propio Juan Domingo Peron es difícil caracterizarlos a todos ellos bajo una misma doctrina.

### Brasil
Se le conoce como seguidores de esa Tercera Vía mundial a los adeptos al expresidente Fernando Henrique Cardoso.

### Chile
Tanto el gobierno de Ricardo Lagos, uno de los más profusos adeptos a la Tercera Vía, desarrolló un gobierno que representaba de forma casi textual el ideario de Giddens. Seguidamente, en un papel socialista más clásico Michelle Bachelet, en su primer gobierno, dio un giro socialdemócrata aunque continuando con las políticas de la Tercera Vía.

### Colombia
El presidente de Colombia para el período 2010-2014, Juan Manuel Santos, anunció tras su elección, que su gobierno sería de tercera vía  (enlace roto disponible en Internet Archive; véase el historial, la primera versión y la última)., lo que puede interpretarse como una ruptura con el gobierno de derecha liderado por Álvaro Uribe Vélez.

### España
En España se conoce a la Tercera Vía como el espectro en el que se encuentran aquellos partidos que se salen de las denominaciones tradicionales de izquierdas y derechas. En la Tercera Vía española, encontramos a partidos relativamente nuevos, pero que ya tienen relativa fuerza y proyección nacional.
Ciudadanos - Partido de la ciudadanía, fundado en 2006 en Barcelona, en su etapa inicial encajaba en el espectro político de la tercera vía.[cita requerida] Sin embargo, progresivamente ha ido virando hacia un posicionamiento mucho más liberal. Por otro lado encontramos a UPyD, que sí se podría identificar más claramente en este espectro, que nunca ha abandonado. Ambos partidos, tienen un fuerte ideal de patriotismo constitucional, defensa de los valores democráticos, y la igualdad entre individuos. Desde una perspectiva más centrada en la política municipal, aunque de nivel e implantación nacional, encontramos partidos como Unión por Leganés, Unión de Ciudadanos Independientes o la confederación de partidos Tercera Vía (España)
En el marco del debate sobre la independencia de Cataluña el líder de Unió Democràtica de Catalunya, Josep Antoni Duran Lleida propone una tercera vía entre la independencia y el status quo. La propuesta federal planteada por los socialistas se conoce también como "tercera vía".
También se conoce en España como "Tercera Vía" a una corriente organizada hacia el año 1997 dentro de Izquierda Unida, cuyo nombre se refiere a un espacio distinto tanto del Partido Comunista de España como del Partido Democrático de la Nueva Izquierda, que están enfrentados en ese momento. Tras la expulsión del segundo de ellos y tras la llegada en el año 2000 al cargo de Coordinador General de Gaspar Llamazares, apoyado entre otras corrientes por la Tercera Vía.

### Costa Rica
El principal exponente de la tercera vía en Costa Rica ha sido el expresidente y Premio Nobel de la Paz Óscar Arias Sánchez así como la tendencia que le sigue dentro de las líneas del Partido Liberación Nacional conocida como arismo.

### Nicaragua
En las elecciones presidenciales de 1996, partidos de derecha, se autodenominan de tercera vía, en la búsqueda de conseguir el voto independiente, partidos como UNO 96, Partido Conservador de Nicaragua y Fuerza 96 (de tendencia socialcristiana), estos partidos no lograron ocupar ninguna posición importante, pues el voto fue polarizado entre el Frente Sandinista (Izquierda) y la Alianza Liberal (derecha).
Posteriormente, para las elecciones municipales del 2000, se crearon varias iniciativas tendientes a establecer una tercera vía política, como alternativa al Partido Liberal Constitucionalista que dirige Arnoldo Alemán y el Frente Sandinista de Liberación Nacional controlado por Daniel Ortega; ambos partidos se encontraban sumidos en un pacto político en el que se repartieron los principales cargos públicos en el estado, partidarizando los poderes Electoral y Judicial. Estas iniciativas, fueron encabezadas por el Partido Conservador y Movimiento Democrático Nicaragüense, y al no ponerse de acuerdo, por contracciones ideológicas no logró obtener ningún resultado positivo.
En el 2010, el Partido Social Demócrata (PSD), inició una reingeniería y una reorganización política, estableciéndose como una opción de Tercera Vía, tanto en lo político, económico y social.

### Nuevo Laborismo en el Reino Unido

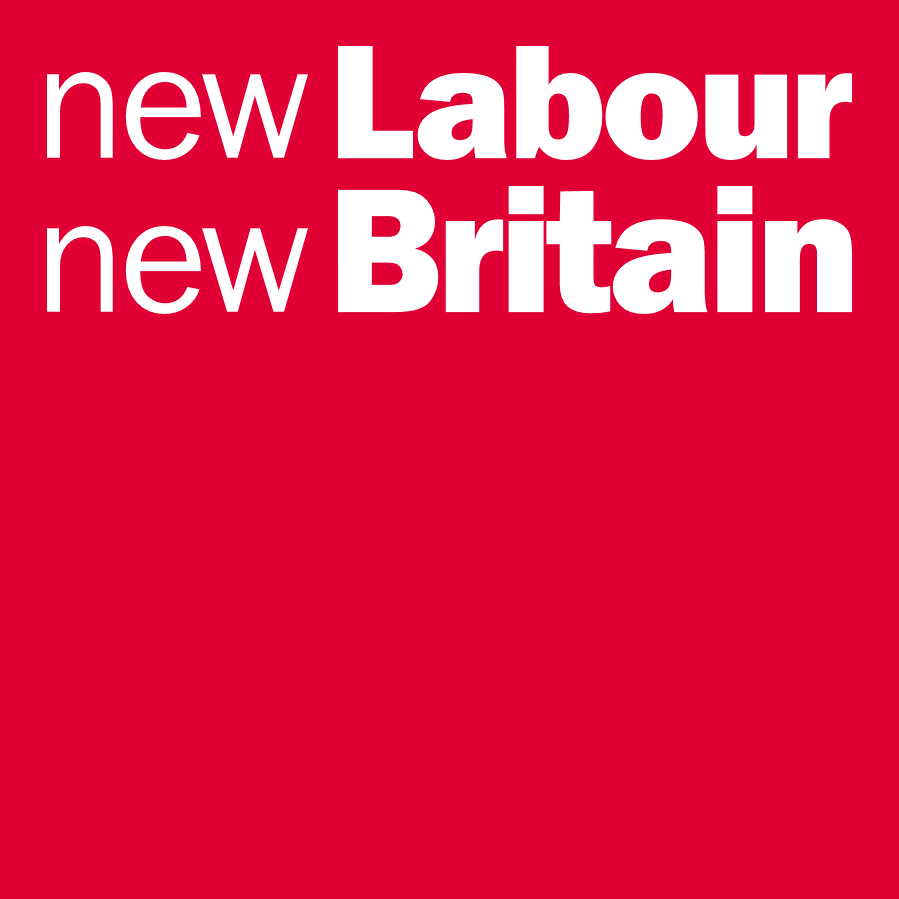
Logo del Partido Laborista que alude al Neolaborismo insturado en dicha colectividad.

El Nuevo Laborismo se refiere a un período en la historia del Partido Laborista británico de mediados de los años 1990 a la década de 2000, en virtud de los líderes de Tony Blair y Gordon Brown.
El nombre se remonta a un eslogan utilizado por primera conferencia del partido en 1994, que fue visto más tarde en un proyecto de manifiesto publicado en 1996, llamado el "Nuevo Laborismo, Nueva Vida Para Gran Bretaña". Se presenta como la marca de un partido recién reformado que había alterado la cláusula IV y respaldado la economía social de mercado. La marca fue ampliamente utilizada mientras que el partido estaba en el gobierno, entre 1997 y 2010. New Labour ganó victorias arrolladoras en las elecciones en 1997 y 2001, y volvió a ganar en 2005. En 2007, Blair dimitió como líder del partido y fue sucedido por Gordon Brown. El partido laborista no ganó las elecciones generales del Reino Unido de 2010, que dio lugar a un parlamento sin mayoría y llevó a la creación de un gobierno de coalición conservadora-liberal; Gordon Brown renunció como primer ministro y como líder laborista poco después. Fue sucedido por Ed Miliband después de las elecciones internas de ese año.
El Nuevo Laborismo ha desarrollado y suscrito a la "Tercera Vía", como plataforma de centro diseñado para ofrecer una alternativa al capitalismo y al socialismo completo y absoluto. La ideología se desarrolló para hacer que el partido progresara y atraer a los votantes de todo el espectro político. El Neolaborismo ofreció un camino intermedio entre los neoliberales la economía de libre mercado de la nueva derecha, que vio como económicamente eficiente, y el reformismo ético de post-1945 del Partido Laborista, que comparte la preocupación del Nuevo Laborismo por la justicia social. La ideología del Nuevo Laborismo se marchó con sus creencias tradicionales en el logro de la justicia social en nombre de la clase trabajadora a través de la masa.

### Uruguay
En Uruguay el pensamiento de la Tercera Vía, sin que esta hubiera sido considerada siquiera una corriente política, se remonta al reformismo social y liberalismo del Batllismo, ideario del Partido Colorado de Uruguay. Sus líderes se han expresado en suma coincidencia con el pensamiento de centro reformista y republicano. Dentro del Partido Colorado de Uruguay, el sector más relacionado con la Tercera Vía es el Foro Batllista, mientras que otros son liberales y centro-derechistas. Dentro del Partido Nacional de Uruguay, las corrientes identificadas con el pensamiento de Wilson Ferreira Aldunate, son las que más se identifican con la Tercera Vía. La Tercera Vía en Uruguay está representada por el expresidente colorado Julio María Sanguinetti, quien además ha formado un grupo llamado El Círculo de Montevideo con diversos presidentes latinoamericanos, como Ricardo Lagos (Chile), o Fernando Henrique Cardoso (Brasil), con el fin de forjar esa corriente de pensamiento. También se han pronunciado a favor de esa Tercera Vía grupos como el nuevo y minoritario Partido Independiente, de centro-izquierda.
Dentro del Frente Amplio, ningún sector ha manifestado abiertamente su adhesión a la Tercera Vía. De hecho, los gobiernos frenteamplistas de Tabaré Vázquez y José Mujica han tenido una fuerte impronta socialdemócrata.

## Críticas
Hay tres aproximaciones generales a la crítica contra la tercera vía. La primera es simplemente negar que tal posibilidad exista o tenga validez. La segunda es la falta de propuestas específicas de largo plazo por parte de sus proponentes. La tercera se centra en el uso (o no) de propuestas o posiciones que se ven ya sea como enemigas o como esenciales a los objetivos finales de los críticos.
Tanto los marxistas como los libertarios, con distintos argumentos, niegan que la posibilidad de una tercera vía exista. La respuesta de proponentes modernos de la tercera vía, como Tony Blair, es que tales ideologías objetivos constituyen aspiraciones a situaciones ideales, de largo plazo, lo que implicaría sacrificar a las generaciones del presente con la esperanza de una sociedad ideal en el futuro. Desde la tercera vía, se reivindica el rol del Estado “como un resguardo contra el poder que tiene el mercado para socavar nuestras instituciones políticas y sociales más valuables (..) un mercado totalmente libre es definitivamente no el mejor mercado para una democracia, un mercado sin regulaciones no garantiza ni justicia ni prosperidad”
Acerca de la segunda crítica. Inevitablemente la tercera vía se presta a equívocos y distorsiones. Más allá de una definición simplista de ser una propuesta (cualquiera) a favor de la democracia y la economía mixta no hay acuerdo general, no hay un criterio definido sobre lo que es, representa o busca. Propuestas o posiciones “terceristas” pueden ser (y a menudo son) fácilmente caricaturizadas como el triunfo de la pusilamidad e indecisión. Se dice que busca innovar, pero carece de una idea central nueva que sea diferente a la de otros.
Por otro lado, John Kay opina que esa es precisamente su fortaleza. La tercera vía no es un programa concreto de acción, sino un conjunto de aspiraciones y motivaciones, que van desde lo moral a propuestas muy prácticas. Esas aspiraciones –de justicia social, eficiencia, crecimiento y desarrollo, libertad, democracia–, exprésense como se expresen, representan las ideas y aspiraciones que han llegado a constituir el objeto de la práctica política contemporánea. Que las medidas prácticas para obtener esos objetivos sean vagas más que un problema constituiría en su opinión la capacidad de encontrar diferentes maneras de lograrlos en diferentes momentos y lugares. En lugar de estar atados a dogmatismos ideológicos sobre objetivos a largo plazo o programas específicos de supuesta valides universal, avala la posibilidad de encontrar diferentes arreglos y compromisos, de aunar fuerzas alrededor de problemas y soluciones reales de interés a sociedades específicas en situaciones concretas.
Es precisamente esa flexibilidad, especialmente en relación con programas generales, lo que se critica desde el tercer punto de vista. Muchos partidarios del socialismo –incluyendo partidos socialdemócratas¬ la acusan de ser un abandono de los principios del socialismo. A lo más, ven la Tercera Vía como una evolución de los antiguos socialdemócratas hacia posturas mucho más neoliberales y con escasos tintes socialistas, con el objetivo de devolver el poder a los partidos socialdemócratas que han perdido las elecciones. Además, los críticos afirman que las políticas de la Tercera Vía benefician en última instancia los intereses de las grandes corporaciones, en detrimento de las clases trabajadoras y los pobres.
Desde el otro lado, por partidarios del conservadurismo y el liberalismo clásico o neoliberalismo se la crítica por no aceptar totalmente el libre mercado y así “matar la gallina de los huevos de oro”. De ser solo una versión más de, en las palabras de Margaret Thatcher, el “Estado niñera”, sofocador de las libertades y capacidad de escoger de los individuos.
Los partidarios de la tercera vía afirman que, en un sistema democrático, es la obligación de los políticos responder a los deseos de la ciudadanía. Y, después del fracaso del modelo soviético de economía centralizada y planificada por el estado burocrático, y la re-emergencia de visiones individualistas en las sociedades industrializadas, en palabras de Tony Blair: “Los ciudadanos buscan un rumbo. Quieren saber cómo adaptarse y prosperar, cómo generar estabilidad y seguridad en este mundo de cambios. Abrazan los tradicionales valores de centro-izquierda, de solidaridad, justicia social, responsabilidad y oportunidades. Pero son conscientes de que debemos ir, de forma decidida, más allá de los modos de pensamiento superados. Más allá de una izquierda tradicional, preocupada por el control del Estado, las elevadas cargas impositivas y los intereses de los productores; y de una nueva derecha librecambista, que postula que un individualismo de miras estrechas y la fe en la libertad de los mercados son la respuesta a todos los problemas.” La tercera vía se presentaría entonces como un intento por preservar la postura de que el estado debe intervenir para asegurar objetivos como justicia social y la igualdad de oportunidades, educación y salud universal, protección del medio ambiente, seguridad y justicia pero con independencia del poder político, a fin de evitar transformar a esos ciudadanos en clientes del patronaje estatal.